# Atto-
Atto (viết tắt a) là một tiền tố được viết liền trước một đơn vị đo lường quốc tế để chỉ đơn vị 10−18 hay 0.000000000000000001.
Độ lớn này được công nhận từ năm 1964. Theo tiếng Đan Mạch, atto nghĩa là 18.